# 1784

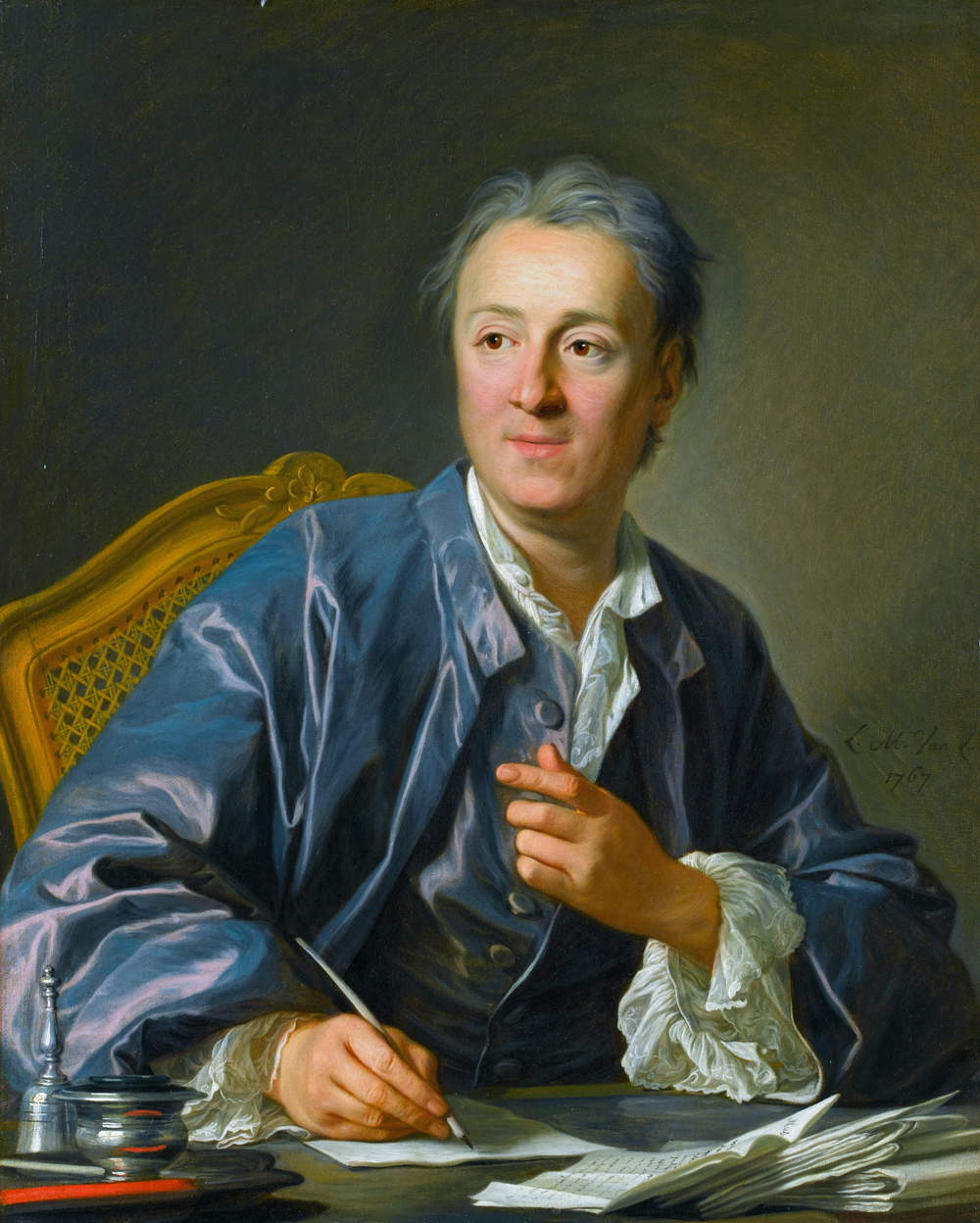
Denis Diderot. Retrato pintado por Louis-Michel van Loo em 1767. Museu do Louvre, Paris.

- Wikisource

1784(MDCCLXXXIVação romana)  foi um ano bissexto do século XVIII do actual Calendário Gregoriano, da Era de Cristo, e as suas letras dominicais foram D e C (53 semanas), teve  início a uma quinta-feira e terminou a uma sexta-feira.

## Nascimentos
- 9 de - Francisco do Monte Alverne, pregador oficial do Império do Brasil.
- 24 de Novembro - Zachary Taylor 12° presidente dos Estados Unidos morreu dezesseis meses depois da posse.

## Mortes
- 31 de julho - Denis Diderot, filósofo e escritor francês (n. 1713).

## Por tema
- 1784 na ciência
- 1784 na literatura
- 1784 na música